# Papurana garritor
Papurana garritor es una especie de anfibio anuro de la familia Ranidae.

## Distribución geográfica
Esta especie se encuentra hasta 1500 m sobre el nivel del mar:
- en Papua Nueva Guinea, en el este de Nueva Guinea y en las islas de Goodenough, Fergusson y Normanby en el archipiélago de Entrecasteaux;
- Indonesia, oeste de Nueva Guinea y la isla de Waigeo.[5]

## Publicación original
- Menzies, 1987 : A taxonomic revision of Papuan Rana (Amphibia: Ranidae). Australian Journal of Zoology, vol. 35, n.º 4, p. 373-418.[6]